# Fullerton, Kalifornien
Fullerton är en stad i Orange County, Kalifornien i USA.

## Personer födda i Fullerton
- Jenna Haze
- Gwen Stefani